# رينيه دي روزا
رينيه دي روزا (بالإنجليزية: Rene di Rosa) هو صانع نبيذ أمريكي، ولد في 14 مايو 1919 في بوسطن في الولايات المتحدة، وتوفي في 3 أكتوبر 2010 في نابا في الولايات المتحدة.